# Ebersbrunn (Gemeinde Hohenwarth-Mühlbach)
Ebersbrunn ist eine Ortschaft und Katastralgemeinde der Marktgemeinde Hohenwarth-Mühlbach am Manhartsberg in Niederösterreich mit 199 Einwohnern (Stand 1. Jänner 2024).

## Geographie
Der Ort liegt nordseitig an einem Abriss der Hohenwarther Platte. Die Landesstraße L43 führt nördlich am Ort vorbei.

## Geschichte
Erstmals genannt wurde Ebersbrunn in einer Urkunde des Stiftes Melk aus dem Jahr 1110. Damals lautete der Ortsname Eberichesbrunnen, was als „bei dem Brunnen, der nach Eberich benannt ist“ gedeutet werden kann.
Im Jahr 1822 wurde der Ort als Dorf mit 88 Häusern beschrieben, das nach Hohenwarth eingepfarrt war, wohin auch die Kinder eingeschult wurden. Die Herrschaft Mühlbach besaß die Ortsobrigkeit, besorgte die Konskription und die Herrschaft Limberg übte die Landgerichtsbarkeit aus. Die Untertanen und Grundholde des Ortes gehörten den Herrschaften Mühlbach, Maissau, Ravelsbach, Lengenfeld, Harmannsdorf, Stockern, Nalb, Unterdürnbach, Gobelsburg und Eggenburg. Nach den Reformen 1848/1849 konstituierte sich Ebersbrunn 1850 als selbständige Gemeinde und war bis 1868 dem Amtsbezirk Ravelsbach zugeteilt. Laut Adressbuch von Österreich waren im Jahr 1938 in der Ortsgemeinde Ebersbrunn ein Bäcker, ein Binder, drei Dachdecker, ein Gastwirt, ein Gemischtwarenhändler, ein Glaser, ein Schmied, ein Schuster, ein Tischler und einige Landwirte ansässig. Zudem gab es ein Kino.

## Persönlichkeiten
- Ludwig Zack (1934–2015), Priester und Bundespräses von Kolping Österreich